# Atelier Courbet
L'atelier Courbet est un bâtiment construit par le peintre Gustave Courbet à la fin des années 1850 pour y installer son atelier à Ornans dans le Doubs. Il est inscrit au titre des Monuments Historiques le 24 juillet 2008.

## Localisation
L'atelier est situé à l'entrée ouest d’Ornans, à l’époque en pleine nature, sur la route de Besançon, actuelle avenue du Maréchal de Lattre de Tassigny. Gustave Courbet le conçoit pour correspondre à sa pratique et comme un pendant à son atelier parisien rue de Hautefeuille. Cet emplacement répond à la trajectoire du peintre, entre Paris et Ornans, la ville et la campagne.

## Histoire
Le souhait d’établir un atelier à Ornans est énoncé et prêt à se concrétiser dès l’année 1854, Courbet écrit à son mécène Alfred Bruyas : « Je suis sur le point d’acheter un emplacement pour construire un atelier. On en veut 4000 francs. J’ai bien de la peine à m’y résigner, car je trouve cela cher. Il va falloir pourtant que je m’exécute car cet endroit convient beaucoup ». Les années suivantes, le peintre acquiert d’autres terrains grâce à son réseau de connaissance, quelqu’en soit leur prix, dussent-ils coûter 1500F. Il devient un important propriétaire terrien, possédant jusqu’à 37 parcelles, acquises entre 1849 et 1870, avec une superficie de presque 86 ares.
Son objectif est de s’établir en périphérie de la ville, dans la campagne typique de « [s]on pays », bordé par les falaises calcaires et courant jusqu’à la Loue ; ainsi « il faudrait encore acheter le terrain Lapoire […] de telle sorte que plus tard personne ne pourra me boucher la vue ». Ce projet est donc d’abord celui d’un atelier extérieur, de plein air et le peintre se fait paysagiste, entourant l’espace d’une « haie vive […] et d’échalas longs reliés de fil de fer et […] des bouquets d’arbres de toutes essences pour [s]a peinture » ». Il planifie d’ailleurs avec précision la création d’un verger, demandant, croquis à l’appui, à son ami Urbain Cuenot de s’occuper de la plantation de 30 cerisiers et 82 pommiers ou sollicitant son père afin de prendre soin de ses végétaux, préfigurant la maison-atelier de Claude Monet à Giverny.

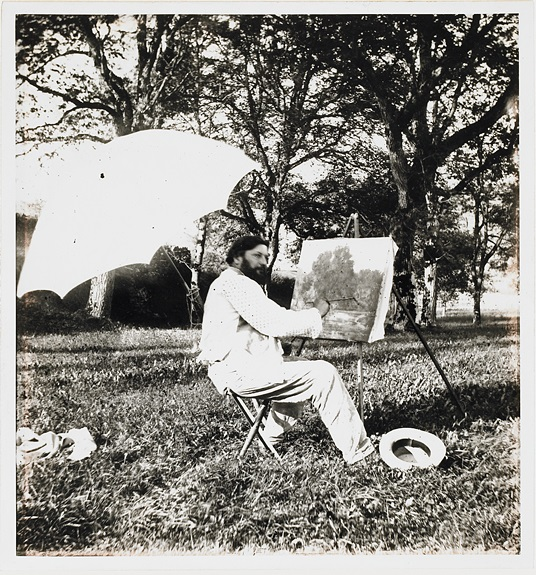
Eugène Feyen (1815-1908), Courbet peignant dans le parc du séminaire d’Ornans. 1864

Pour cette réalisation, Courbet sollicite son ami architecte Léon Isabey, lequel avait construit le Pavillon du Réalisme en 1855, espérant « qu’il ne [l]e laisse pas en plan ». Isabey dessine donc les plans de la maison-atelier de Courbet, respectant les attendus d’un tel lieu à l’époque (aménagement d’un lieu de vie, de réception et de travail avec verrières et grands volumes). Cependant, les plans laissent voir une façade richement ornementée, comme un hôtel particulier parisien ; une urbanité en inadéquation avec les attendus du peintre et un coût sans doute trop élevé participent à l’abandon de cette collaboration.
Le 6 mars 1860, le peintre achète la fonderie Bastide, une « maison faite » qu’il aménage en lieu de travail et de réception, invitant ses amis, soutiens, collègues et critiques, tels que Jules-Antoine Castagnary,, Champfleury, Auguste Poulet-Malassis, Pierre-Joseph Proudhon, Daubigny, Max Claudet et Max Buchon. Atelier nécessaire à son art, lui permettant d’être « à même maintenant de faire tout ce que comporte la peinture », servant de « verges afin de corriger l’Académie », Courbet y peint de nombreux paysages de la région, mais aussi des œuvres majeures destinées aux Salons en France et à l’étranger, des scènes de chasse comme L’Hallali du cerf (1867, Musée des Beaux-Arts et d’Archéologie de Besançon), Le Rut du printemps (1861, Musée d’Orsay) et Le Cerf à l'eau (1861, Musée des Beaux-Arts de Marseille), ainsi que des séries de nus à l’instar de Vénus et Psyché (1864, disparue).
Le peintre y opère quelques travaux, notamment de couverture et de charpente en 1860 ; c’est à ce moment qu’est entreprise la plâtrerie des plafonds et probablement la réalisation de « peintures au plafond » représentant sur un grand méplat d’environ 15 m2 deux paysages, une vue de l’Escaut et celle de la Seine à Bougival, ainsi qu’un ciel parsemé d’hirondelles en vol dans un ciel azur.
En plus de la maison, qui accueille l’atelier de travail (environ 70 m2) et d’un espace de vie attenant appelé « villa Courbet », une dépendance dite le « chalet » complétait le site. Celui-ci, en forme de L, bardé de bois à l’époque du verre et du métal, comportait plusieurs chambres pour recevoir ses amis. De ce site ne subsistent que quelques photographies.
Après l’occupation des troupes prussiennes à Ornans en 1871, l’atelier de Courbet est mis à sac. En effet, excentré, isolé, boisé, il est transformé en corps de garde, jusqu’à abriter les chevaux dans le vestibule. Ouverte aux quatre vents, la maison-atelier est pillée, saccagée. Le 6 janvier 1872, le peintre fait l’état de mémoire à sa famille du bric-à-brac qui y régnait. Cette lettre mentionne des collections diverses : papillons et serpents du Brésil, armes amérindiennes, accessoires que l’on retrouve dans ses peintures (des cors de chasse, un hamac, des bois de cerf et de chevreuil, des oiseaux empaillés, des soieries, des mannequins, etc.), ainsi que des toiles de sa main (Portrait de Zélie Courbet, 1847, musée d'art de São Paulo ; un autoportrait L’Homme à la pipe, 1844 (en collection particulière), réplique du tableau L'homme à la pipe, 1848-1849, conservé au Musée Fabre de Montpellier ; le Portrait d’une dame espagnole, 1855, Philadelphia Museum of Art ; Jeune fille dormant, 1847, collection particulière ; Femme à la guirlande, 1856-1857, collection particulière ; Femme se coiffant, 1847, collection particulière ; Les Amants dans la campagne, sentiment du jeune âge dit aussi Les Amants heureux, 1844, Musée des Beaux-Arts de Lyon) et d’autres œuvres plus anciennes ; elle mentionne également le mobilier réalisé par son mécène jurassien Jean-Paul Mazaroz, dont la perte est estimée à 6 000 francs par le peintre,.
Contraint à l’exil en Suisse, en raison de son rôle politique durant la Commune de Paris et sa condamnation à reconstruire à ses frais la colonne Vendôme, Gustave Courbet quitte Ornans le 23 juillet 1873 pour la Suisse. Il meurt en exil le 31 décembre 1877 à la La Tour-de-Peilz.

## De l’atelier au Pôle Courbet

### «Chez Courbet», le «Petit Musée» de Juliette Courbet
Juliette Courbet, légataire universelle de son frère, en quête de sa réhabilitation et sa promotion, entreprend de créer dans son atelier le premier musée consacré à la vie et à l’œuvre du maître d’Ornans. Elle déclare en 1903 : « C’est dans la ville qui a été son berceau que je désire placer, comme dans un salon de famille, les œuvres les plus caractéristiques de sa vie. ». Pour cela, de nombreux travaux ont lieu entre 1900 et 1903 ; Juliette fait notamment ériger une extension de 100 m2, séparée de l’atelier préexistant par une verrière orientée au nord surmontée du monogramme entrelacé G. C. Cette extension entraine l’ajout de contreforts sur la façade et modifie l’orientation du faitage pour couvrir l’ensemble du site. Elle demande également à un entrepreneur local de réaliser « une peinture à l’huile et décorations, ciel et petits oiseaux /3 couches de fond plus les nuages » Les décorations de l’atelier et du « petit musée » sont cohérentes et similaires, mais de factures différentes. Le ciel étoilé d’hirondelles pourrait donc être à la fois de la main de Gustave Courbet dans la partie atelier, complété ou restauré sur certaines parties par les entrepreneurs mandatés par Juliette.
Dans l’espace d’exposition construit par la sœur du peintre, le biographe Charles Léger se souvient pénétrer d’abord dans l’extension où sont exposées de nombreuses toiles, dont, parmi tant d’autres : Jésus devant un calice (dit aussi L’Agonie à Gethsémani ou L’Agonie du Christ au jardin des oliviers, vers 1847, musée Courbet), la Copie d’un autoportrait de Rembrandt (1869, musée des Beaux-Arts et d'Archéologie de Besançon, dépôt du Musée d’Orsay) et l'autoportrait Le Désespéré (1844-1845, collection particulière). Se trouvent également des souvenirs de famille, du mobilier et le masque mortuaire de l’artiste réalisé par Louis Niquet (1978, musée Courbet).

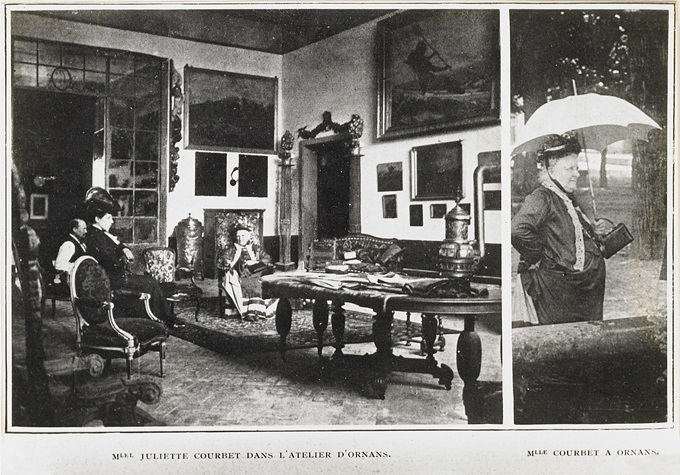
Intérieur de l’atelier Courbet à Ornans, au temps de Juliette Courbet, photographie, vers 1900.

En 1915, Juliette Courbet décède. Elle fait de Félicie Lapierre, sa filleule et dame de compagnie, et de Marie-Léonide de Tastes (dont le grand-père, Émile Rouberol, occupa une partie de l’atelier de Gustave Courbet en 1877) ses héritières, au détriment de la ville d’Ornans qui devait acquérir gracieusement la « villa Courbet » sans tableau ni objet,. La collection accumulée par Juliette est vendue le 10 juillet 1919. L’Atelier est ensuite vendu à la famille Marguier, « marchand de vins en gros, foin, fourrages. Des barriques, des cuves, de vieilles voitures l’encombrent ». Pour ce nouvel usage, le site connaît encore des modifications qui l’altérent ; ainsi une trappe d’accès aux combles est percée, une coursive et un escalier sont ajoutés du côté de l’atelier, ainsi qu'une cloison pour séparer un espace bureau et une aire de stockage. À l’entre-deux guerres, la villa Courbet est surélevée.
Au fil des années, le dernier atelier de Gustave Courbet tombe dans l’oubli, inoccupé, ne connaissant pas la même destinée que d’autres ateliers d’artistes comme ceux d’Eugène Delacroix, Auguste Rodin, Gustave Moreau ou Claude Monet à Giverny.
En 2007, il est acheté par le département du Doubs et intégré au projet départemental « Pays de Courbet, Pays d’artiste ». Le site fait l’objet d’une campagne de restauration en 2021 et ouvre au public en février 2022, intégrant le Pôle Courbet,. L’atelier conserve à son plafond le seul décor peint de Gustave Courbet, La Seine près de Bougival et L’Escaut se jetant dans la mer. Certaines parties du plafond représentant un ciel parsemé d’hirondelles sont aussi attribuées à l’artiste ; d’autres sont l’œuvre d’artisans décorateurs locaux.

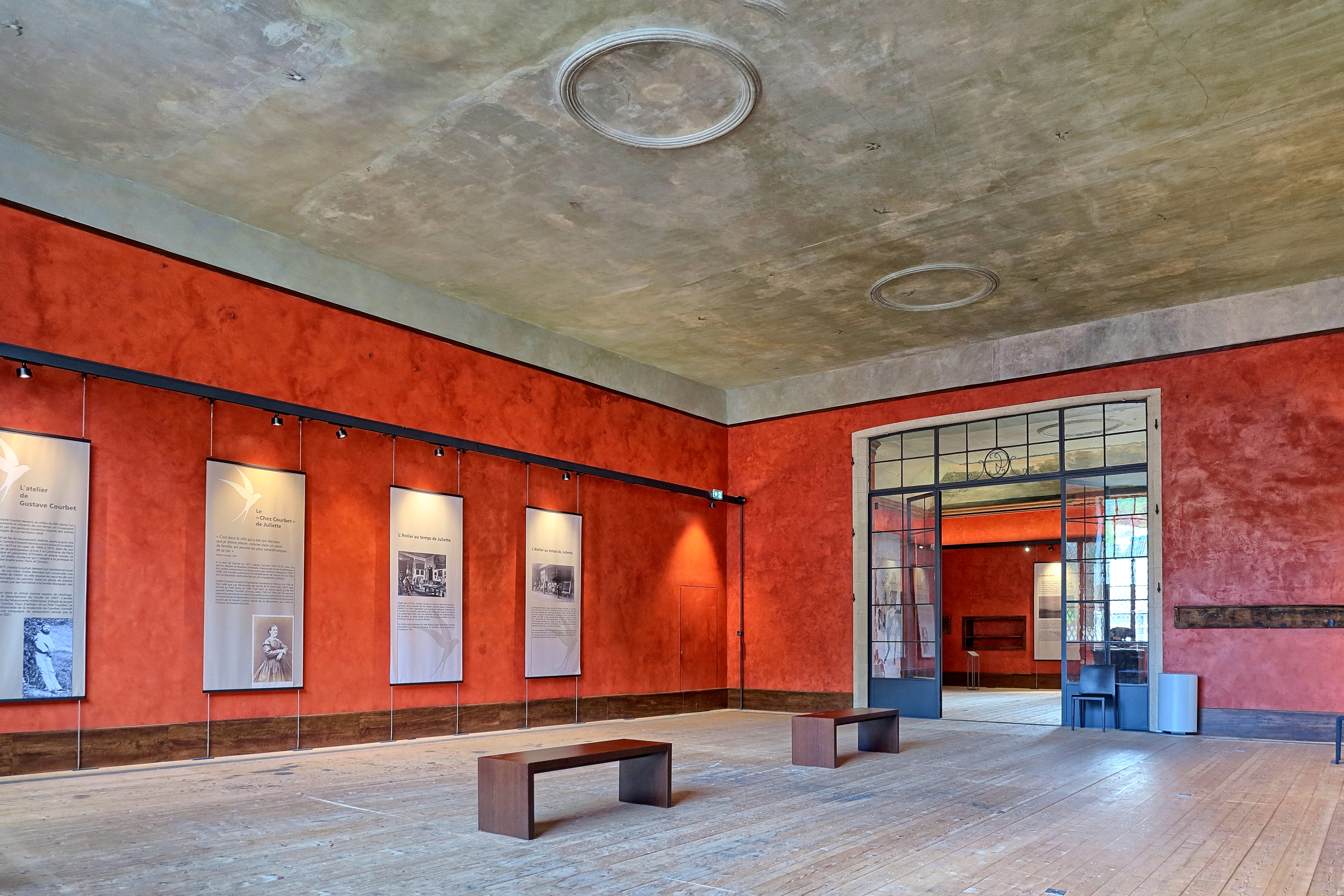
La grande salle de l'atelier.
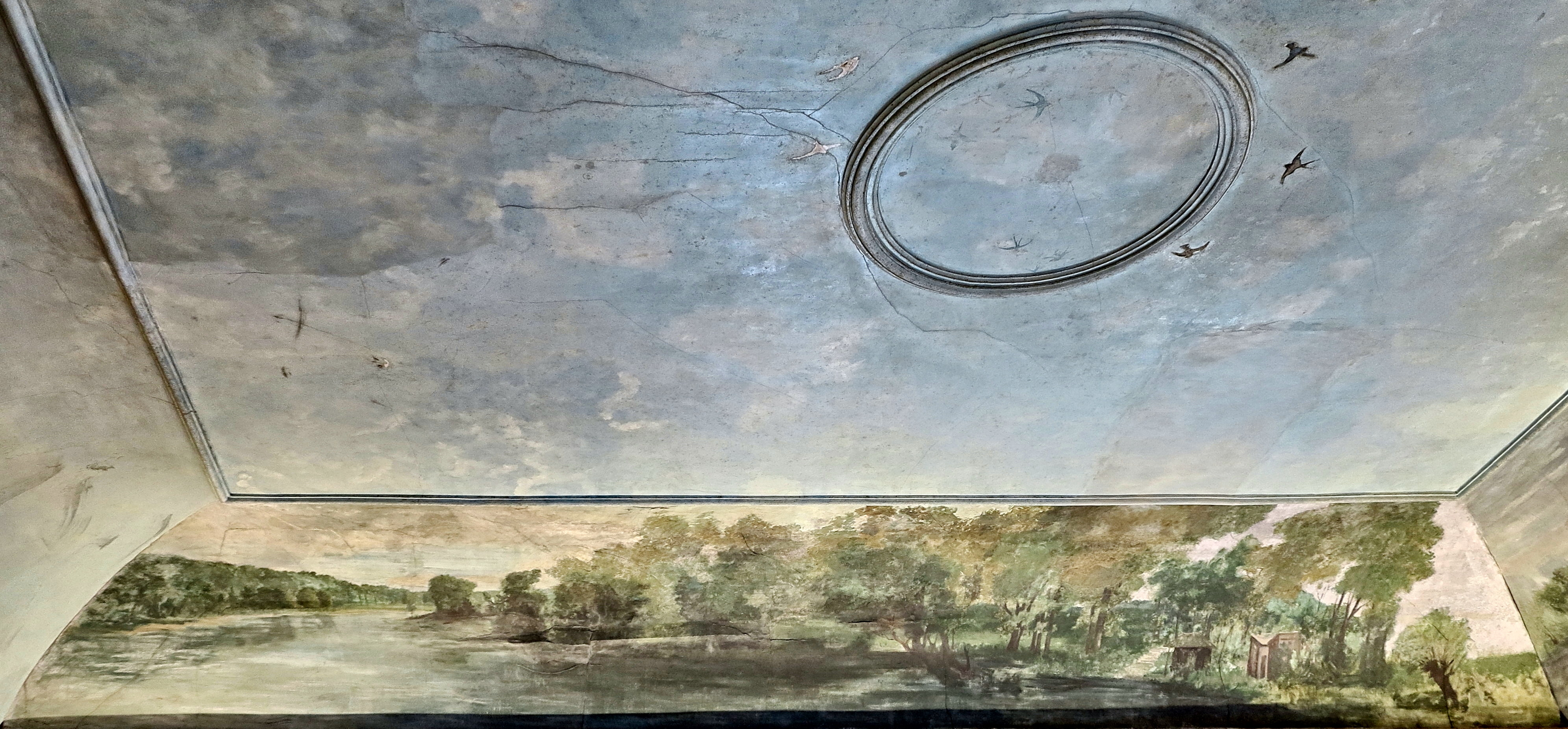
Décor petite salle : la Seine près de Bougival.
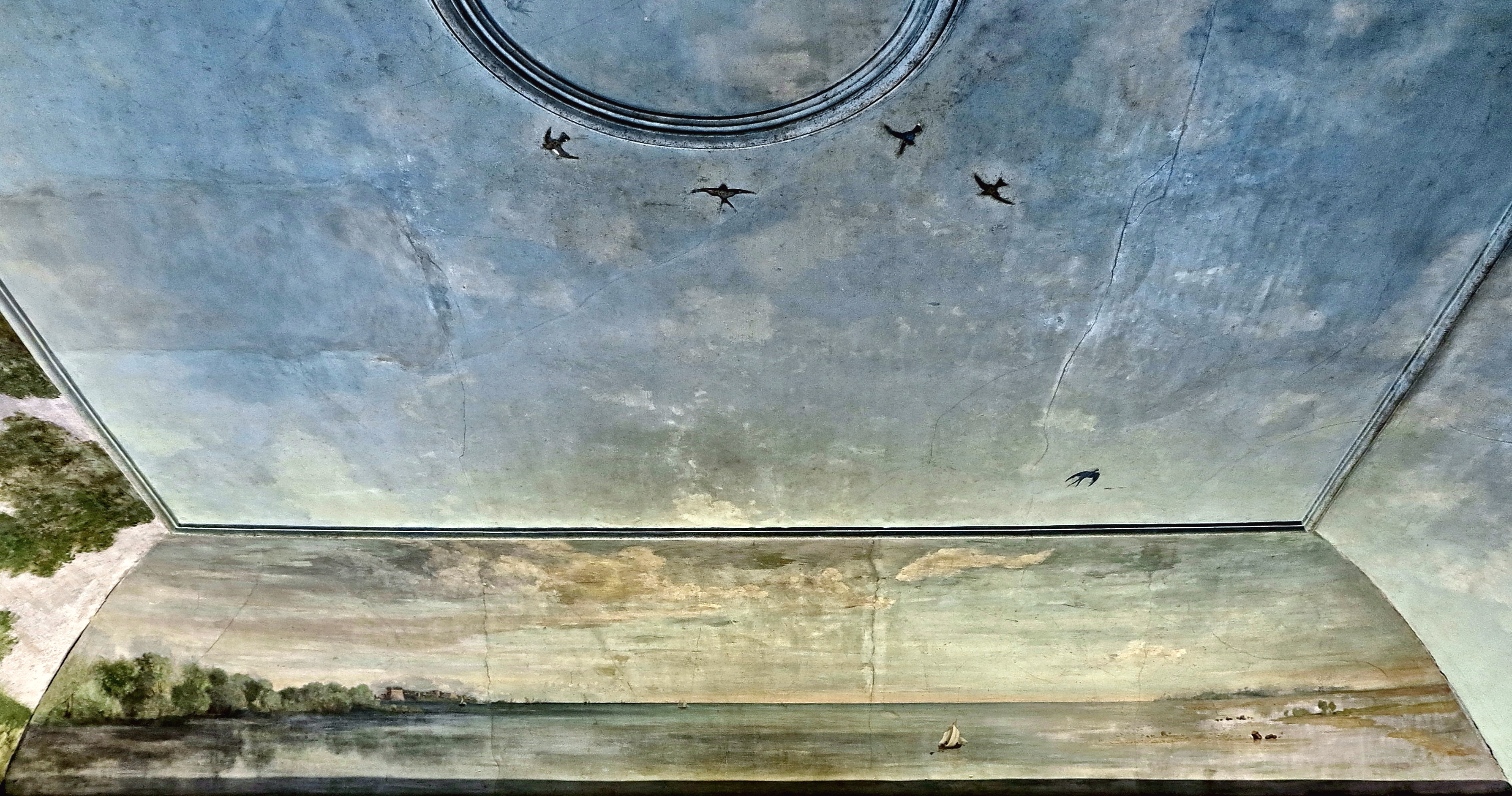
Décor petite salle : l'Escaut se jetant dans la mer.

### Un site culturel et patrimonial
Mitoyenne à l’atelier lui-même, l’extension réalisée par Juliette Courbet, dite maison Marguier ou Villa Courbet, elle aussi restaurée, abrite les services de la conservation et de la médiation, ainsi que le Centre de documentation, du Pôle Courbet, centre de recherche sur l’artiste.
Cette maison, comme la partie atelier-extension, accueille des résidences d’artistes (la dernière avant restauration, était celle de Yan Pei-Ming en 2019 à l’occasion du bicentenaire de la naissance de Gustave Courbet), des événements divers comme le colloque « L’Atelier sans fin » les 11 et 12 mars 2022, des conférences, représentations théâtrales ou musicales, pratiques artistiques) ainsi qu’une salle pédagogique.
Des expositions temporaires sont également proposées dans ce lieu patrimonial, comme celle de Yan Pei-Ming, présentée aussi au Musée Courbet durant l’été 2019, ou celle de Charles Belle Natures vives, du 1er juin au 9 octobre 2022.

## L'autre atelier ornanais du peintre: l’atelier place des Isles Basses
Élève de la nature, ainsi qu’il se définissait lui-même, ayant pratiqué la peinture de plein air, Gustave Courbet  a eu tout au long de sa carrière plusieurs ateliers. Le premier à Ornans sur l’ancienne place des Isles Basses (désormais place Courbet), se situait dans le grenier mansardé de la maison de ses grands-parents maternels, transformé en espace de travail à leur décès, en 1847 et 1848. Courbet apprend cette transformation à Paris au cours de l’année 1849. Il déclare dans une lettre à ses parents que « c’est une place bien peu libre et bien défavorable. Mais enfin si cela peut se faire ça ne sera jamais perdu. La fenêtre du côté de l’hôpital doit être en tabatière à 9 ou 10 pieds de hauteur selon les lieux ». Il écrit aussi à propos de cet atelier, à son ami Francis Wey, le 30 octobre 1849 : « Mon père m’a fait faire un atelier d’une grandeur assez respectable, mais la fenêtre était trop petite et mal placée. Aussitôt j’en ai fait faire une trois fois aussi grande ; maintenant on y voit clair comme à la rue. De plus je l’ai fait peindre en vert-jaune sombre, relevé de rouge sombre. Le plafond qui est très élevé est peint en bleu de ciel jusqu’au quart de la hauteur des murs, cela fait un effet fantastique, et les embrasures des fenêtres sont blanches ». C’est dans cette demeure qu’il accueille des Ornanais posant pour des œuvres majeures de très grand format, comme Un enterrement à Ornans (1849-1850, Musée d'Orsay) et Les Casseurs de pierres (1849, détruit). L’habitation, où figure une plaque commémorative rappelant la création d’Un Enterrement à Ornans, appartient à un propriétaire privé. Courbet a décoré son atelier d’une peinture murale représentant un ciel parsemé d’hirondelles.